# 388
Évszázadok: 3. század – 4. század – 5. század
Évtizedek: 330-as évek – 340-es évek – 350-es évek – 360-as évek – 370-es évek – 380-as évek – 390-es évek – 400-as évek – 410-es évek – 420-as évek – 430-as évek
Évek: 383 – 384 – 385 – 386 –  387 – 388 – 389 – 390 – 391 – 392 – 393

## Események

### Római Birodalom
- március 14. I. Theodosius törvényben tiltja a vegyes házasságokat.[1]
- Nyugaton Flavius Merobaudest (illetve Magnus Maximus császárt), keleten Theodosius császárt és Maternus Cynegiust választják consulnak.
- Theodosius megünnepli uralkodásának tizedik évfordulóját. A nyár folyamán megtámadja főleg gót, alán és hun zsoldosokból álló seregével Magnus Maximust és a Száva-menti csatában legyőzi annak germán zsoldoscsapatokkal megerősített hadát. Magnus Maximus Aquileiába húzódik vissza, majd megadja magát, de ennek ellenére kivégzik. Fiát, Flavius Victort a frank származású Arbogast öli meg Augustra Treverorumban (Trier). Theodosius fővezérré (magister militum) nevezi ki Arbogastot.
- Meghal Theodosius bizalmasa, Maternus Cynegius, aki buzgón rombolta a megmaradt pogány templomokat és szentélyeket. Amikor az Eufrátesz melletti Callinicumban a keresztények lerombolják a zsinagógát, Theodosius utasítja a helyi püspököt, hogy saját költségén állítsa helyre az épületet. Ambrosius mediolanumi püspök nyomására a császár visszavonja a parancsát.
- A római csapatok keletre vezénylését kihasználva a Marcomer király vezette frankok betörnek Észak-Galliába.

### Szászánida Birodalom
- Meghal III. Sápur király. Utóda fia, IV. Bahrám.

### Kína
- Csaj Liao, a Kínába vándorolt nomád tinglingek törzsfője a Sárga-folyó alsó szakaszánál megalapítja a Csaj Liao államot.
- Meghal Csifu Kuo-zsen, a hszienpej Nyugati Csin állam uralkodója, Utóda öccse, Csifu Kan-kuj.

## Halálozások
- Augusztus 28.- Magnus Maximus, római császár
- Flavius Victor, római társcsászár
- III. Sápur, szászánida király
- Themisztiosz, görög szónok, filozófus
- Csifu Kuo-zsen, a Nyugati Csin állam alapítója

## Fordítás
- Ez a szócikk részben vagy egészben  a(z)   388 című francia Wikipédia-szócikk ezen változatának fordításán alapul.  Az eredeti cikk szerkesztőit annak laptörténete sorolja fel. Ez a jelzés csupán a megfogalmazás eredetét és a szerzői jogokat jelzi, nem szolgál a cikkben szereplő információk forrásmegjelöléseként.